# 威利斯 (印地安納州)
威利斯（英語：Willis）是位於美國印地安納州諾克斯縣的一個非建制地區。該地的面積和人口皆未知。